# 弗拉基米尔·瓦连京诺维奇·亚历山德罗夫
弗拉基米尔·瓦连京诺维奇·亚历山德罗夫（俄語：Владимир Валентинович Александров；1938年12月30日—？）苏联物理学家，全球氣候模式的先驅之一，核冬天理论的倡导者以及核冬天理论的数学模型建立者。于1985年3月31日在西班牙科尔多瓦参与第二屆無核地帶當局國際會議（Second International Conference of Nuclear Free Zones Local Authorities）时神秘失踪，至今下落不明。

## 研究
根據聯邦調查局的白皮書，亞歷山德羅夫是一位專攻計算機科學的數學家。1976年，他被要求捨棄原先的可壓縮流和電漿研究，轉而往氣候學發展。亞歷山德羅夫在70年代後期被調派至蘇聯科學院計算中心的氣候計算物理學實驗室，與尼基塔·莫伊謝耶夫教授和亞歷山大·M·塔爾科（Александр М. Тарко）工作。他隨後根據研究交流協議被派往美國，並在1978年、1980年和1982年在美國國家大氣研究中心做研究，期間曾經使用過克雷1號超級電腦。1983年，亞歷山德羅夫在叶夫根尼·韦利霍夫的指導下，領導一個由20名科學家組成的特別小組模擬核冬天情景。
作為全球氣候模式的先驅，亞歷山德羅夫於1982年提出了斜壓式的數學解法，隔年他又與格奧爾基·L·斯堅奇科夫（Георгий Л. Стенчиков）一起使用該模型計算核戰爭的後果和發生核冬天的可能性，同年又在芬蘭赫爾辛基的一次科學研討會上發表演講，其開發的大氣和海洋環流數學模型出乎科學家和軍方的意料，顯示在全球核衝突下溫度急降的必然性，令亞歷山德羅夫成為世界名人。然而在核冬天情境中有著巨大貢獻的兩位物理學家理查德·P·圖爾可和斯塔利·L·湯普森（‪Starley L. Thompson）卻描述亞歷山德羅夫和斯滕奇科夫的模型「薄弱且不充分」，是對「過時美國模型的粗糙演繹」。後來他們撤回這些「嚴厲」的批評，轉而贊同亞歷山德羅夫的開創性工作，並稱蘇聯模式與其他模式有著共同的脆弱環節。

## 失蹤
亞歷山德羅夫為何失蹤以及他後來的命運仍然成謎，但目前已有多種推測。根據《時代》1985年10月的一篇文章，一些科學家懷疑蘇聯之所以對外推廣核冬天情境，是為了向美國和歐洲內的反核組織提供一些新的手段以對抗美國日益提升的軍事實力，而這也使亞歷山德羅夫的失蹤之謎更加撲朔迷離。其中一種理論是他已放棄推動核冬天學說，且有可能已被克格勃綁架，另一種則是已叛逃至西方國家。ProPublica氣候及相關議題高級記者、前佩斯大學環境理解高級研究員安德魯·列夫金更假設他是間諜，但未清楚是為蘇聯還是美國效力，抑或是兩者兼而有之。
亞歷山德羅夫在美國國家大氣研究中心的同事指出，在前者打趣地表示自己如何自由存取設在勞倫斯利佛摩國家實驗室，且引人覬覦的超級電腦Cray X-MP後，美國簽證機構反常地否認他們曾允許亞歷山德羅夫使用軍民兩用的超級電腦，而這也確切地引證了他在蘇聯當局內部眼中已失去利用的價值。就在亞歷山德羅夫失蹤前的幾個月，來自莫斯科的「某個人」曾試圖以「電話」和上網方式訪問這部功能強大的美國電腦。在得知當時馬德里沒有報導的相關的失蹤事件後，亞歷山德羅夫在核冬天方面的同事，特別是包括艾倫·羅博克在內的美國團隊達成了不報警的共識，理由在於他們相信亞歷山德羅夫已叛逃至西方國家。羅博克後來懊悔地表示不應信守這許諾，讓線索愈來愈渺茫，從而白白流失尋找亞歷山德羅夫的機會。